# Hôtel de Sesmaisons-Lucinge
L'hôtel de Sesmaisons-Lucinge, bâti en 1858, est situé place de l'Oratoire à Nantes, en France.

## Historique
Cet hôtel particulier est construit sur la façade nord de la chapelle de l'Oratoire en 1858 par l'architecte Eugène Boismen pour le compte de la comtesse de Sesmaisons (fille de Florian de Kergorlay).
Il passe par la suite à sa fille, Françoise de Sesmaisons, épouse du prince Charles de Faucigny-Lucinge, d'où il prend le nom actuel.